# 581 v.Chr.

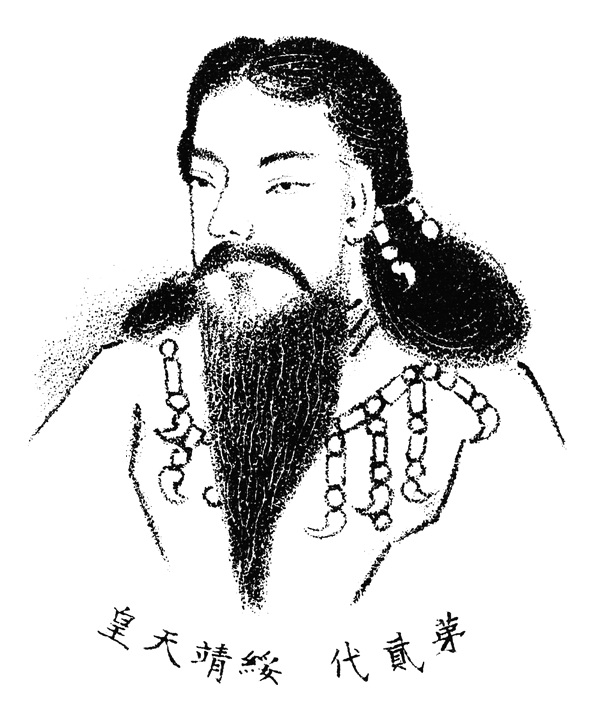
Suizei, tweede keizer van Japan

Het jaar 581 v.Chr. is een jaartal volgens de christelijke jaartelling.

## Gebeurtenissen

### Griekenland
- De Isthmische Spelen worden georganiseerd in Korinthe.
- Damasias wordt gekozen tot archont van Athene.

### Italië
- De Grieken van Gela op Sicilië stichten een nieuwe stad Akragas (huidige Agrigento).

### Japan
- Suizei (r. 581 - 549 v.Chr.) bestijgt als de tweede keizer de troon van Japan.

## Overleden
- Jimmu, keizer van Japan